# Masteel
Masteel of Magang Steel, de Maanshan Iron & Steel Company, is een van de grootste staalbedrijven van China. Sinds 2019 maakt het bedrijf deel uit van de Baowu-groep.

## Activiteiten
Masteel maakt plaatstaal voor onder meer de auto-industrie, witgoed, verpakkingen en de bouw. Het maakt profielstaal en stalen structuren voor de bouw, boorplatforms en de spoorwegenbouw. Het maakt ook betonwapening voor de bouw. Verder wordt draadstaal geproduceerd waarmee onder meer schroeven, staalkabels en veren worden gemaakt.
Het heeft ook de grootste treinwielen en -assenfabriek in Azië, met een capaciteit van 1,1 miljoen stuks per jaar.
In 2006 produceerde Masteel 10,9 miljoen ton ruwstaal, waarmee het de op 22 na grootste staalproducent ter wereld was. In 2011 bedroeg de productie al 16,7 miljoen ton en in 2021 21 miljoen ton.
In 2020 werd 7 miljoen ton van het benodigde ijzererts uit China zelf betrokken terwijl 20,4 miljoen ton werd ingevoerd. Daarnaast werd ook 2,7 miljoen ton Chinees schroot verwerkt.

### Resultaten
| Jaar | Omzet          | Winst          | Staalproductie   | Werknemers |
| ---- | -------------- | -------------- | ---------------- | ---------- |
| 2020 | ¥ 81,6 miljard | ¥ 2,6 miljard  | 21 miljoen ton   | 22.145     |
| 2019 | ¥ 78,3 miljard | ¥ 1,7 miljard  | 19,8 miljoen ton | 26.219     |
| 2018 | ¥ 82 miljard   | ¥ 7,1 miljard  | 19,6 miljoen ton | 28.454     |
| 2017 | ¥ 73,2 miljard | ¥ 5,1 miljard  | 19,7 miljoen ton | 30.236     |
| 2016 | ¥ 48,3 miljard | ¥ 1,3 miljard  | 18,6 miljoen ton | 32.106     |
| 2015 | ¥ 45,1 miljard | ¥ –5,1 miljard | 18,8 miljoen ton | 39.432     |
| 2014 | ¥ 59,8 miljard | ¥ 264 miljoen  | 18,9 miljoen ton | 40.382     |
| 2013 | ¥ 73,8 miljard | ¥ 208 miljoen  | 18,8 miljoen ton | 41.220     |
| 2012 | ¥ 74,4 miljard | ¥ –3,8 miljard | 17,3 miljoen ton | 49.797     |
| 2011 | ¥ 86,9 miljard | ¥ 204 miljoen  | 16,7 miljoen ton | 41.287     |
| 2010 | ¥ 65 miljard   | ¥ 1,2 miljard  | 15,4 miljoen ton | 41.538     |
| 2009 | ¥ 51,9 miljard | ¥ 534 miljoen  | 14,8 miljoen ton | 42.183     |
| 2008 | ¥ 71,3 miljard | ¥ 731 miljoen  | 15 miljoen ton   | 43.014     |
| 2007 | ¥ 50,6 miljard | ¥ 2,8 miljard  | 14,2 miljoen ton | 43.654     |
| 2006 | ¥ 34,3 miljard | ¥ 2,3 miljard  | 10,9 miljoen ton | 44.104     |
| 2005 | ¥ 32 miljard   | ¥ 2,8 miljard  | 9,6 miljoen ton  | 44.421     |
| 2004 | ¥ 26,8 miljard | ¥ 3,6 miljard  | 8 miljoen ton    |            |
| 2003 | ¥ 15,7 miljard | ¥ 2,8 miljard  | 6 miljoen ton    |            |
| 2002 | ¥ 10,8 miljard | ¥ 384 miljoen  |                  |            |
| 2001 | ¥ 9,5 miljard  | ¥ 208 miljoen  |                  |            |

## Geschiedenis
In februari 1953 werd de Maanshan Iron Mining Plant opgericht. Die werd in 1958 de  Maanshan Iron & Steel Company als onderdeel van het Tweede Vijfjarenplan. Het was een van de vijf middelgrote staalbedrijven die in dat plan waren voorzien. Het werd destijds twee maal bezocht door de Chinese leider Mao.
Op 29 juli 1965 produceerde het bedrijf China's eerste treinwiel. In 1987 werd de staaldraadfabriek opgestart. In 1991 kreeg Masteel de Chinese leider Jiang Zemin op bezoek.
Op 1 september 1993 werd Masteel hervormd. De productie werd ondergebracht in Maanshan Iron & Steel dat onder de Magang Holding kwam. Op 4 juli 1998 produceerde Masteel het eerste H-profiel dat ooit in China gemaakt werd. Vanaf 20 september dat jaar heette de holding Magang (Group) Holding. Masteel was een van China's eerste beursgenoteerde bedrijven. Het heeft sinds 1993 een notering op de Beurs van Hong Kong en sinds 2006 ook op de Beurs van Shanghai.
In 2003 werd het eerste warmgewalst plaatstaal geproduceerd, in 2004 gevolgd door het eerste koudgewalst en het eerste gegalvaniseerd plaatstaal.
In 2006 werd Hefei Iron and Steel overgenomen. Deze fabriek werd in 2015 gesloten vanwege de zware vervuiling. Dat maakte deel uit van overheidsplannen om de overcapaciteit in de staalproductie en de vervuiling van de staalindustrie terug te dringen.
In 2019 kreeg Baowu kosteloos een meerderheidsbelang van 51% in Masteel van de provincie Anhui. Hierdoor werd Baowu bijna even groot als ArcelorMittal, de grootste staalproducent van de wereld. In 2020 bleef de vraag naar staal in China sterk terwijl deze elders leed onder de coronacrisis. ArcelorMittal's productie daalde met 19% terwijl die van Baowu met 21% toenam, tot 115 miljoen ton. Daardoor werd Baowu de grootste staalproducent van de wereld.